# Menneskenes land - min film om Grønland
|  | Denne artikel er oprettet af botten PalnaBot ud fra en ekstern database. Den kan derfor have sproglige fejl eller mangler. Denne skabelon kan fjernes efter kontrol af indholdet. |

Menneskenes land - min film om Grønland er en dokumentarfilm fra 2006 instrueret af Anne Regitze Wivel.

## Handling
Et personligt og mangefacetteret portræt af Grønland, på en gang en samling af indtryk fra det store hvide land i nord og et kor af stemmer, optimistiske såvel som pessimistiske, i debatten om politisk selvstændighed og identitet. Via en dansk psykiaters arbejde i de nordlige bygder, Qaanaaq og Siorapaluk, ses på de menneskelige omkostninger ved sammenstødet mellem fangersamfund og modernitet parallelt med, at de folkevalgte diskuterer frihed vs. økonomisk tryghed. Som klangbund for iagttagelserne fra et Grønland i rivende udvikling ligger klip fra Jørgens Roos' klassiske dokumentarfilm fra 60'erne, og som udtryk for et positivt håb for fremtiden høres en buket af landets unge generation af talentfulde musikere og sangere.